# Smörasken, Helsingfors
Smörasken, finska: Voirasia, är en ö i Finland. Den ligger i Finska viken och i kommunen Helsingfors i den ekonomiska regionen  Helsingfors i landskapet Nyland, i den södra delen av landet. Ön ligger omkring 11 kilometer öster om Helsingfors.
Öns area är 0,5 hektar och dess största längd är 150 meter i sydöst-nordvästlig riktning. Ön höjer sig omkring 5 meter över havsytan.